# 二十四節令鼓
二十四节令鼓是一種結合二十四節氣、書法和廣東獅鼓的鼓藝表演，于1988年由馬來西亞華人陈徽崇和陈再藩共同創立，於2009年成爲馬來西亞國家遺產項目。二十四节令鼓是在华人传统鼓艺的基礎上加以充实创新而成，除了是一項鼓藝表演，也是東南亞華人文化傳承的象徵。

## 表演形式
二十四節令鼓的表演形式是以二十四面單皮大鼓代表二十四節氣，分別是立春、雨水、驚蟄、春分、清明、穀雨、立夏、小滿、芒種、夏至、小暑、大暑、立秋、處暑、白露、秋分、寒露、霜降、立冬、小雪、大雪、冬至、小寒和大寒。表演者爲每個節令鼓創作不同的鼓點節奏，搭配吶喊、肢體動作和隊形的變化，形成一個大型的鼓陣演出。

## 起源和發展
二十四節令鼓起源於1988年4月由新山中華公會承辦的全國華人舞蹈節，該屆舞蹈節的主題「九舞」代表的是第九屆全國華人舞蹈節，同時也呼應《楚辭·九歌》，寓意「古有九歌，今有九舞」。工委會策劃陳再藩原先構思在開幕儀式上以九面南獅鼓串擊，以激昂的鼓聲傳達節慶熱鬧的氣氛，他的構想得到作曲家陈徽崇提供的音樂創作《九鼓雷鳴》。
再後陳再藩在閱讀台灣詩人向陽的作品《四季》時，有感其中二十四節氣手寫現代詩的書法優美，產生以二十四節氣的書法藝術爲二十四面單皮鼓「刻背」的構想，以每一面鼓代表一個節氣，形成天、地、人融合一體的表演概念。
陳再藩的構想獲得富商郭鶴堯的支持，在得到中華公會和五大會館的資助下成立世界首支二十四節令鼓隊，12位新馬書法家於1988年6月12日在柔佛古廟揮毫，寫出二十四節氣刻在二十四面鼓背。2005年9月12日，二十四節令鼓首次在中國炎帝陵百龍祭始祖大典公祭活動演出；2009年2月14日，馬來西亞旅遊與文化部宣佈二十四節令鼓成爲馬來西亞國家遺產的其中一項非物質文化遺產。

### 校園節令鼓隊

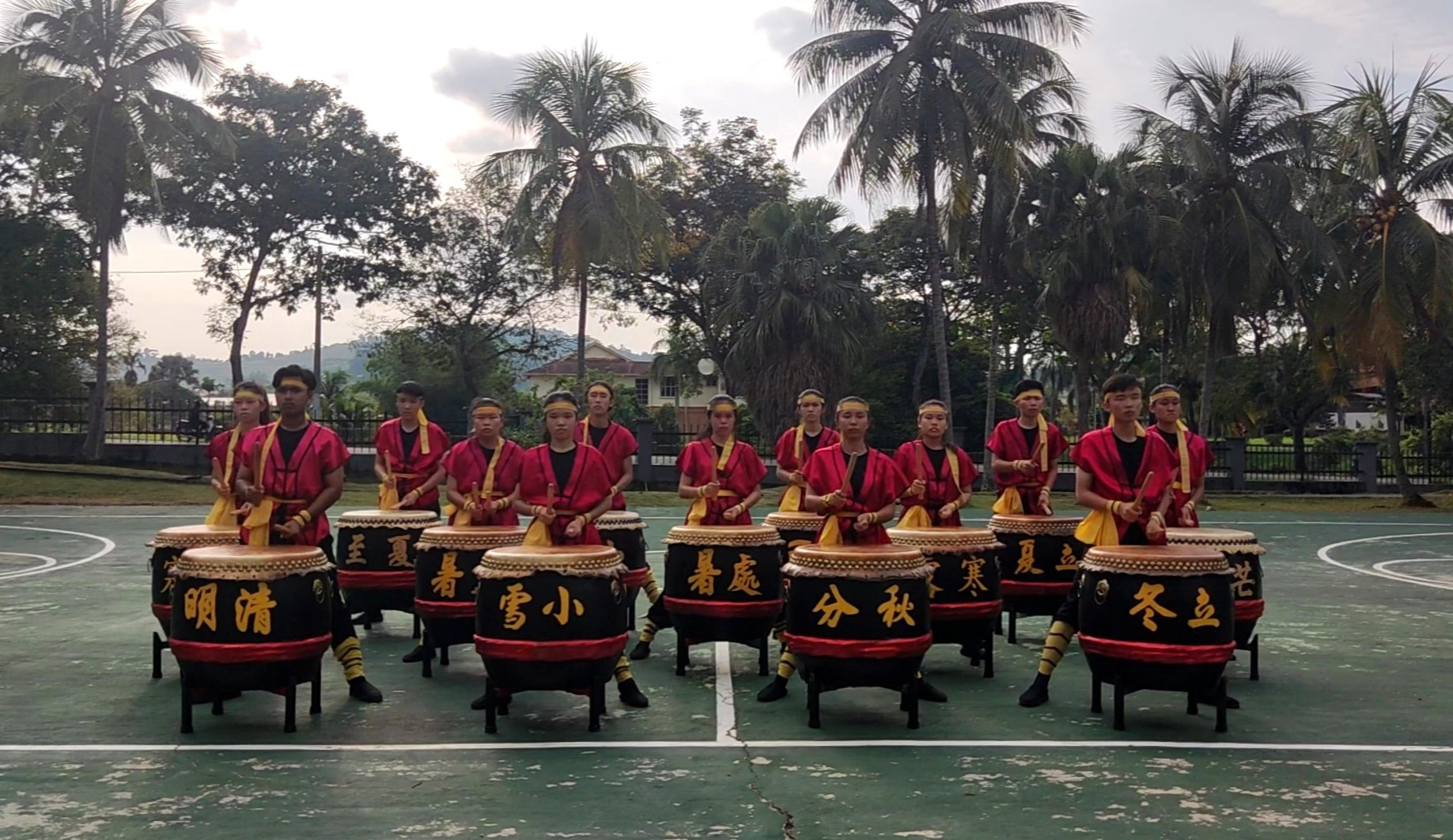
二十四节令鼓表演

馬來西亞首支二十四節令鼓隊於1988年4月在新山寬柔中學成立，首批成员来自校内的军铜乐队，由新山中華公會聯合潮州、福建、客家、廣東和海南五大會館共同資助。然後，逐漸推廣到全國各地小學、中學、大專院校、社團、會館和廟宇，再隨着留學生和鼓手傳播到新加坡、中國、泰國、印尼、美國、英國、汶萊和澳洲等海外國家。居銮中华中学也于1994年在获得该校校长陈诗圣支持下筹备开幕廿四节令鼓队。
新加坡首支二十四節令鼓隊於1992年在華僑中學成立，然後推廣到南洋理工大學、中正中學等學校。中國首支二十四節令鼓隊於1997年創立，由福建泉州華僑大學的馬來西亞留學生組成，然後開始有印尼、泰國、中國內地和香港等國家的學生參與其中，曾經在北京奧運火炬傳遞泉州站表演。
美國首支二十四節令鼓隊於2003年在奥克拉荷馬州立大學成立，是目前全美唯一的二十四節令鼓隊，曾於2010年在美國職業籃球聯盟雷霆隊和木狼隊的比賽中場亮相演出。英國首支二十四節令鼓隊於2011年在利物浦大學成立，由馬六甲培風中學校友洪子源帶領，曾經參與倫敦奧運火炬傳遞利物浦站的慶典。
新加坡首支專業的二十四節令鼓隊是成立於2004年的惊鼓人，新加坡郵政公司爲慶祝新加坡獲得第一屆青年奧林匹克運動會的舉辦權，於2008年發行一套紀念郵票，惊鼓人就是當中的其中一個主角。

## 賽會
馬來西亞二十四節令鼓的主要賽事有全國二十四節令鼓精英賽和二十四节令鼓区域精英赛，设有北马区、中马区、南马区、东海岸区及东马区（共五大区）。在区域赛获胜的队伍将会获得晋级进入全国精英赛。除了設立冠、亞、季軍以外，還有「最佳創作」、「最佳編曲」、「最佳敲擊」、「最佳隊形」等獎項。由新山中華公會主辦的廿四節令鼓國際觀摩會暨大馬精英賽是兩年一度在柔佛新山舉行的國際賽會，除了來自全馬各地的參賽隊伍外，也有新加坡、中國、美國和英國等海外國家的隊伍前往觀摩、交流和切磋。

## 参見
- 二十四節氣
- 醒獅
- 槟城大旗鼓

## 外部連結
- 新山中华公会，廿四节令鼓国际观摩会暨大马精英赛
- 华总全国华团文咨会二十四节令鼓推动组的Facebook專頁
- 马来西亚二十四节令鼓协会的Facebook專頁
- VR Drumming Academy的Facebook專頁